# 1I/ʻOumuamua
1I/ʻOumuamua (původně C/2017 U1 (PANSTARRS) a A/2017 U1) je mezihvězdný objekt, který proletěl Sluneční soustavou. Byl objeven 19. října 2017 pomocí dalekohledu Pan-STARRS 1 na Havajských ostrovech. Původně byl považován za kometu, později bylo upřesněno, že jde o planetku protáhlého tvaru o délce asi 400 m.
ʻOumuamua je první objekt, u kterého bylo s velkou pravděpodobností určeno, že původem není součástí Sluneční soustavy, ale že přilétl z mezihvězdného prostoru.

## Dráha objektu
Objekt přiletěl zdánlivě ze souhvězdí Lyry velkou rychlostí 25,5 km/s (několikanásobnou oproti nejrychlejším podobným tělesům obíhajícím ve Sluneční soustavě). Nelze zjistit, od které hvězdy přilétl, protože neznáme dostatečně dobře dráhy okolních (potenciálních) hvězd zpětně až do doby, kdy od nich mohl 'Oumuamua odletět. Jeho tvar byl zploštělý více než u kteréhokoliv jiného známého objektu Sluneční soustavy. Podobně jako komety získal při průletu Sluneční soustavou určitý odstup od Slunce. Tento odstup byl však podstatně výraznější, než je u komet obvyklé. Na základě toho někteří vědci spekulovali o objektu jako o díle mimozemské civilizace, které dokázalo vlastními silami upravit svou dráhu.
Byl původně považován za kometu (proto označení C/2017 U1), později za planetku (A/2017 U1). Teprve další pozorování ukázala jeho mezihvězdný původ. Následně obletěl Slunce, které svým gravitačním působením zvýšilo jeho rychlost až na 87 km/s. K Zemi se během své cesty přiblížil nejvíce na vzdálenost 24 miliónů kilometrů. Nyní míří po hyperbolické dráze směrem do souhvězdí Pegase.
V době objevu už měl objekt za sebou průlet okolo Slunce i okolo Země, což komplikovalo další pozorování, protože jasnost objektu klesala.

## Etymologie
Jméno ʻOumuamua je havajského původu a označuje posla, který k nám byl vyslán z dávné minulosti.
Před rozhodnutím o oficiálním pojmenování tohoto tělesa byl navržen název Rama podle mimozemské vesmírné lodi z vědeckofantastického románu Arthura C. Clarka Setkání s Rámou, která byla v tomto románu popsána jako objekt s protáhlým tvarem zpočátku považovaný za asteroid 31/439.

## Diskuse a kontroverze
Neobvyklá dráha tělesa a jeho zrychlení vyvolalo snahu vysvětlit jeho vlastnosti a původ novými teoriemi i umělým původem. 

### Hypotéza dusíkového ledu
Astrofyzici z Arizonské státní univerzity v roce 2021 popsali objekt jako kus planety podobné Plutu z jiné Sluneční soustavy.
Protože se na Plutu (např. v oblasti Sputnik Planum), a i na Tritonu nachází oblasti převážně z dusíkového ledu, je možné, že důvod nezaznamenání žádného odplynování u tohoto tělesa i přes jeho negravitační zrychlení časté u komet, vysoká odrazivost a typicky červená barva jsou způsobené právě tímto původem.
Tato domněnka byla zpochybněna, jmenovitě kvůli skutečnosti, že žádná kometa z dusíku i přes množství vzorků ve Sluneční soustavě prozatím nebyla nalezena a hladkému zrychlení klesajícímu s druhou mocninou vzdálenosti od Slunce.

### Hypotéza solární plachty
Astronomové z organizace Harvard-Smithsonian Center for Astrophysics v roce 2018 prohlásili, že ʻOumuamua „může být solární plachtou umělého původu“. Vedlo je k tomu zrychlení objektu po dráze při cestě vnitřní oblastí Sluneční soustavy, které by bylo možno vysvětlit využitím slunečního větru, leč ne běžnou gravitací všech zde nám již známých těles. Později byly zpracovávány signály z tohoto objektu a „nebyly zaznamenány vůbec žádné náznaky technických signálů“.
Podařilo se již také nalézt přirozené vysvětlení pro velmi neobvyklý tvar objektu. Podle matematických simulací by při blízkém průletu kometárních těles okolo mateřské hvězdy mohlo docházet ke slapovému rozštěpení většího objektu na menší, protáhlé útvary, které mohou být zároveň urychleny a vymrštěny do mezihvězdného prostoru.

### Hypotéza uvolňování vodíku
V roce 2023 bylo předloženo vysvětlení, že neobvyklé zrychlení objektu, které bylo pozorováno, bylo způsobeno produkcí plynného vodíku ze zásob ledu. Působením sluneční energie na zmrzlé těleso bohaté na vodu při jeho průletu v blízkosti Slunce měl vznikat vodík, který se následně z objektu uvolňoval, čímž mírně změnil jeho dráhu naší Sluneční soustavou.

## Vpopulární literatuře
O tělese ‘Oumuamua pojednává kniha teoretického fyzika Aviho Loeba Extraterrestrial: První známka inteligentního života mimo Zemi (Extraterrestrial: Life Beyond Earth) vydaná v roce 2021.